# Phusro
Phusro è una città dell'India di 83.463 abitanti, situata nel distretto di Bokaro, nello stato federato del Jharkhand. In base al numero di abitanti la città rientra nella classe II (da 50.000 a 99.999 persone).

## Geografia fisica
La città è situata a 23° 46' 04 N e 85° 59' 36 E.

## Società

### Evoluzione demografica
Al censimento del 2001 la popolazione di Phusro assommava a 83.463 persone, delle quali 44.883 maschi e 38.580 femmine. I bambini di età inferiore o uguale ai sei anni assommavano a 12.448, dei quali 6.422 maschi e 6.026 femmine. Infine, coloro che erano in grado di saper almeno leggere e scrivere erano 52.544, dei quali 32.419 maschi e 20.125 femmine.